# Cantonul Baugy
Cantonul Baugy este un canton din arondismentul Bourges, departamentul Cher, regiunea Centru, Franța.

## Comune
| Comune              | Populație (1999) | Cod poștal | Cod INSEE |
| ------------------- | ---------------- | ---------- | --------- |
| Avord               | 2 334            | 18520      | 18018     |
| Baugy               | 1 146            | 18800      | 18023     |
| Bengy-sur-Craon     | 609              | 18520      | 18027     |
| Chassy              | 229              | 18800      | 18056     |
| Crosses             | 304              | 18340      | 18081     |
| Farges-en-Septaine  | 737              | 18800      | 18092     |
| Gron                | 426              | 18800      | 18105     |
| Jussy-Champagne     | 265              | 18130      | 18119     |
| Laverdines          | 43               | 18800      | 18123     |
| Moulins-sur-Yèvre   | 466              | 18390      | 18158     |
| Nohant-en-Goût      | 429              | 18390      | 18166     |
| Osmoy               | 288              | 18390      | 18174     |
| Saligny-le-Vif      | 157              | 18800      | 18239     |
| Savigny-en-Septaine | 622              | 18390      | 18247     |
| Villabon            | 463              | 18800      | 18282     |
| Villequiers         | 446              | 18800      | 18286     |
| Vornay              | 446              | 18130      | 18289     |